# Relações entre Belize e Taiwan

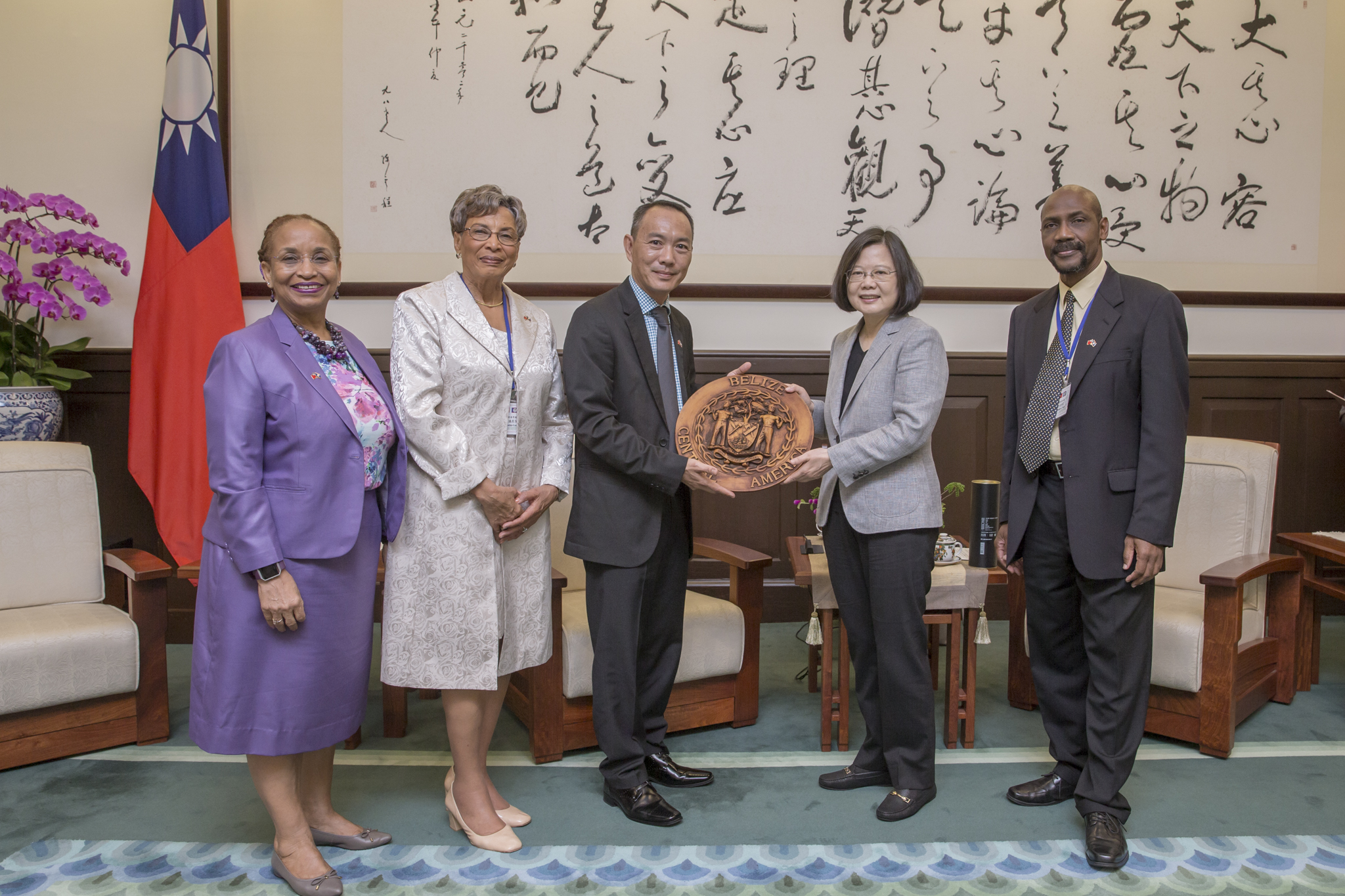
O presidente do Senado de Belize, Lee Mark Chang, e o presidente da República da China, Tsai Ing-wen.

As relações Belize-Taiwan são relações externas entre Belize e a República da China (Taiwan). As relações bilaterais entre os dois países foram mantidas desde 1989.

## História
William Quinto, um empresário belizense de ascendência chinesa e um apoiador do Partido Unido do Povo de Belize, começou a fazer lobby para o então primeiro-ministro George Price por meio de seu conhecido mútuo Said Musa para que Belize estabelecesse relações com Taiwan na década de 1980. O então embaixador taiwanês na Guatemala Gene Loh veio a Belize em maio de 1984 e se encontrou com Quinto e Price para discutir a possibilidade de estabelecer relações, mas o líder guatemalteco Rodolfo Lobos Zamora se opôs, e depois que Manuel Esquivel, da oposição de Belize, o Partido Democrático Unido assumiu o poder em a eleição no final daquele ano, os planos foram deixados de lado. Nos próximos anos, Quinto colocaria os fundos para Musa (então Ministro da Educação), Ministro dos Negócios Estrangeiros Harry Courtney e Vice-Ministro Robert Leslie para irem ao Japão e Hong Kong para se encontrarem novamente com Loh. No entanto, só depois das eleições de 1989, quando o PUP recuperou o poder, Belize e Taiwan estabeleceram relações. Naquela época, Belize tinha apenas três missões no exterior, em Londres, Washington DC e nas Nações Unidas na cidade de Nova York; Musa, então ministro das Relações Exteriores, disse a Quinto que, se não fosse a Taipé para ocupar o cargo de embaixador, não haveria mais ninguém para ocupar o cargo, e assim ele foi. Quinto permaneceu como embaixador de Belize em Taiwan até 2008, quando se aposentou. Seu subordinado, encarregado de negócios Efrain R. Novelo, foi promovido ao posto de embaixador completo para substituí-lo.
Em 2021, Taiwan e Belize assinaram um tratado de assistência mútua que serviria de estrutura para a cooperação jurídica entre os dois países.

## Embaixadores
De Belize à República da China:
- William Quinto (até 2008)
- Diane Haylock (de outubro de 2016 até o presente) [4]

Da República da China a Belize:
Charles Liu (de novembro de 2016 até o presente) 